# El Señor de los Anillos: el retorno del Rey (videojuego)
El Señor de los Anillos: el retorno del Rey es un videojuego de acción hack and slash en tercera persona lanzado en 2003, basado en El Señor de los Anillos: las dos torres y El Señor de los Anillos: el retorno del Rey, segunda y tercera partes de la adaptación cinematográfica de Peter Jackson de El Señor de los Anillos. El juego fue publicado por EA Games; desarrollado por EA Redwood Shores y lanzado para PlayStation 2, Nintendo GameCube, Xbox y Microsoft Windows. Se desarrolló también para Game Boy Advance una versión en estilo videojuego de rol.
El juego es similar a su predecesor, El Señor de los Anillos: las dos torres, pero se diferencian en la inclusión de varias líneas de historias, utilización de más personajes e incremento de la interacción con los diferentes ambientes. El videojuego sigue tres arcos de historias diferentes basadas en los sucesos ocurridos en el filme. Un modo de juego cooperativo está disponible para algunas misiones. El retorno del Rey fue desarrollado en estrecha colaboración con New Line Cinema, usando muchas de las fotos de referencia actual, bocetos, modelos y otros artículos de los filmes. El juego fue recibido con críticas positivas: su gráfico, audio y modo de juego fueron elogiadas; pero se criticó el control de la cámara.

## Modo de juego
Descrito por sus desarrolladores como una versión moderna de Gauntlet, El retorno del Rey es un juego de acción hack and slash. El juego es similar a su predecesor, El Señor de los Anillos: las dos torres. Los niveles duplican en tamaño al más grande de Las dos torres y son menos lineales. El mayor cambio desde Las dos torres es la naturaleza interactiva de los ambientes del juego. El jugador puede operar maquinarias, por ejemplo puentes y catapultas con el fin de completar objetivos, y usar los objetos del ambiente como armas, como lanzas para eliminar a los enemigos.
Cada personaje posee su propia combinación de combos y atributos. Después del final de cada nivel el jugador puede mejorar las habilidades de su personaje y los combos utilizando puntos de experiencia obtenidos durante el juego. El número de puntos de experiencia disponible para el jugador depende de la eficiencia con que elimine a los enemigos durante el juego. Entrevistas con los integrantes del reparto de los filmes y extras similares a los encontrados en los DVD pueden ser desbloqueados mientras el jugador avanza a través del juego.
A diferencia de Las dos torres, El retorno del Rey ofrece un modo cooperativo de juego, permitiendo a dos jugadores interactuar juntos en diferentes partes. La versión para PS2 también cuenta con opciones multijugador a través de Internet Desde, al menos, marzo de 2009, el servidor de EA para jugar de forma online ha sido descontinuado, y El retorno del Rey ya no es mencionado dentro del sitio web oficial de EA.

## Argumento
Todd Arnold, principal productor de El retorno del Rey, declaró que el videojuego no intentaba renarrar la historia del filme, pero permitiría que los jugadores se aproximaran lo más posible a las partes más críticas de la película por ellos mismos. Los niveles fueron diseñados con este objetivo en mente, mostrando historia suficiente para proveer acción y brindar un contexto a la acción del jugador.

### Sinopsis
Durante el primer nivel, el jugador asume el rol de Gandalf, ayudando a terminar la Batalla de Cuernavilla. Luego de este nivel, el juego se divide en tres arcos de misiones separados, cada uno con su propio grupo de personajes. «El sendero del mago» sigue a Gandalf, «El sendero del rey» sigue a Aragorn, Legolas y Gimli (el jugador selecciona a uno de estos para controlarlo) y «El sendero de los hobbits» sigue a Frodo y Sam (inicialmente solo Sam es controlable).
«El sendero del mago» continúa inmediatamente después de los sucesos del primer nivel. Gandalf viaja a través del bosque hasta Isengard, peleando contra orcos contando con la ayuda ocasional de los ents. Luego ayuda a los ents a destruir una presa e inundar Isengard. Los niveles que le siguen se desarrollan en Minas Tirith. Gandalf ayuda defendiendo las murallas de la ciudad del ataque del ejército de orcos. Eventualmente, Gandalf y los soldados de Minas Tirith se repliegan hasta el patio, donde deben salvar un número de civiles que huyen del enemigo.
«El sendero del rey» comienza con Aragorn, Legolas y Gimli  viajando a través del Camino de los Muertos, luchando contra el Ejército de los Muertos que aparece en su camino. Deben derrotar al rey de los muertos en combate con el fin de persuadirlo para ayudar a Gondor en la Guerra del Anillo. El Camino de los Muertos comienza a colapsarse; Aragorn, Legolas y Gimli deben escapar antes de que los escombros que se precipitan acaben aplastándolos. Luego viajan para unirse a la Batalla de los Campos del Pelennor, pasando a través de la Puerta Sur y combatiendo contra muchas de las tropas de Sauron. Durante la Batalla de los Campos del Pelennor, Aragorn, Legolas y Gimli defienden a Merry y Éowyn de los mûmakil y del Rey Brujo de Angmar. «El sendero del mago» y «El sendero del rey» comparten el mismo nivel final, el cual toma lugar en la Puerta Negra de Mordor. El jugador primeramente debe derrotar a la Boca de Sauron, luego repeler el ataque de los orcos y los  Nazgûl, asegurándose que ningún miembro de la Comunidad del Anillo sea aniquilado.
En «El sendero de los hobbits», Frodo, Sam y Gollum deben escapar de Osgiliath, luchando contra orcos con el fin de llegar hasta las cloacas, asegurándose de que Frodo no sea capturado por el Nazgûl. En los niveles siguientes se puede ver a Sam viajando a través del antro de Ella-Laraña, peleando contra arañas y posteriormente contra Ella para poder encontrar a Frodo. Sam, posteriormente, pelea contra los orcos con el fin de llegar a la Torre de Cirith Ungol y rescatar a Frodo. En el nivel final del juego, el jugador controla a Frodo y lucha contra Gollum en el Monte del Destino.